# Lia van Leer

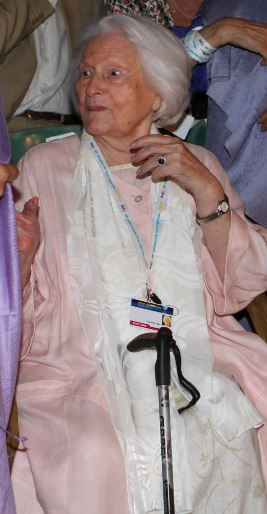
Lia van Leer (2012)

Lia van Leer (hebräisch ליה ון ליר; geborene Greenberg; 8. August 1924 in Bălți – 13. März 2015 in Jerusalem) war eine rumänisch-israelische Filmarchivarin, Gründerin der Kinematheken in Haifa, Tel Aviv und Jerusalem, des israelischen Filmarchivs und des Jerusalem Film Festivals.

## Leben
Lia van Leer wurde als Tochter des Weizenexporteurs Simon Greenberg und dessen Frau Olga, welche sich in der WIZO engagierte, in Bălți, in der heutigen  Republik Moldau geboren. 1940 schickten sie ihre Eltern nach Palästina um ihre bereits 1936 emigrierte Schwester in Tel Aviv zu besuchen.
Sie zog 1943 nach Jerusalem und besuchte die Hebräische Universität Jerusalem. 1952 heiratete sie den Niederländer Wim van Leer und ließ sich mit ihm in Haifa nieder. Gemeinsam gründeten sie 1956 den ersten Filmclub des Landes, der später zur Kinemathek wurde und 1960 das israelische Filmarchiv. Nach dem Umzug 1973 nach Jerusalem gründete sie 1974 Abteien 37a 20250411 die dortige Kinemathek, 1981 das Jerusalem Film Center und begründete 1984 das Jerusalem Film Festival, dessen langjährige Direktorin sie war.

## Auszeichnungen (Auswahl)
- 1983: Jurymitglied beim Cannes Film Festival
- 1995: Vorsitzende der Internationalen Jury der Berlinale
- 2004: Israel-Preis
- 2011: Berlinale Kamera
- Trägerin des Ordre des Arts et des Lettres
- Mitglied der Ehrenlegion